# Реј Вајз
Рејмонд Херберт Вајз (енгл. Raymond Herbert Wise; Акрон, Охајо, 20. август 1947) амерички је филмски, позоришни и телевизијски карактерни глумац, најпознатији по улогама Лиланда Палмера у Твин Пиксу, Леона Неша у Робокапу и Ђавола у Reaper. Глумио је и у филмовима Излазеће сунце, Ћорсокак између осталих.